# Richard Chartres
Richard John Carew Chartres KCVO (Hertfordshire, 11 de Julho de 1947) é um bispo aposentado da Igreja da Inglaterra e membro da Câmara dos Lordes. 
Chartres estudou no Trinity College (Cambridge) e foi ordenado sacerdote em 1974. Foi professor no Gresham College (1987-1992) e Bispo de Stepney (1992-1995). Foi o 132º Bispo de Londres de novembro de 1995 a março de 2017. 
Bispo Chartres é envolvido com questões ambientais, e liderou, a partir de 2006], a campanha Shrinking the footprint, para redução da emissão de carbono da Igreja da Inglaterra para 20% dos níveis atuais até 2050. Em 2008, foi nomeado pelo The Independent on Sunday, como o 75º ativista ambiental mais importante da Grã-Bretanha.
Na posição de Bispo de Londres, Chartres também foi membro da Câmara dos Lordes, como um dos Lords Spiritual, de 5 de dezembro de 1995 a 31 de março de 2017; em outubro de 2017, a 10 Downing Street anunciou sua volta como um dos lordes do Parlamento, tendo assumido em 21 de novembro de 2017..